# 小行星列表/128201-128300
| 名稱                     | 臨時編號   | 發現日期       | 發現地點     | 發現者                         |
| ------------------------ | ---------- | -------------- | ------------ | ------------------------------ |
| 小行星128201             | 2003 SZ46  | 2003年9月16日  | 可可尼诺县   | 洛厄尔天文台近地小行星搜寻计划 |
| 小行星128202             | 2003 SX47  | 2003年9月18日  | 帕洛马山     | 近地小行星追踪                 |
| 小行星128203             | 2003 SN52  | 2003年9月18日  | 帕洛马山     | 近地小行星追踪                 |
| 小行星128204             | 2003 SX53  | 2003年9月16日  | 索科罗       | 林肯近地小行星研究小组         |
| 小行星128205             | 2003 SW56  | 2003年9月16日  | 基特峰       | 太空监视                       |
| 小行星128206             | 2003 SU58  | 2003年9月17日  | 可可尼诺县   | 洛厄尔天文台近地小行星搜寻计划 |
| 小行星128207             | 2003 SL61  | 2003年9月17日  | 索科罗       | 林肯近地小行星研究小组         |
| 小行星128208             | 2003 SZ62  | 2003年9月17日  | 基特峰       | 太空监视                       |
| 小行星128209             | 2003 SS65  | 2003年9月18日  | 可可尼诺县   | 洛厄尔天文台近地小行星搜寻计划 |
| 小行星128210             | 2003 SJ67  | 2003年9月19日  | 索科罗       | 林肯近地小行星研究小组         |
| 小行星128211             | 2003 SG70  | 2003年9月17日  | 基特峰       | 太空监视                       |
| 小行星128212             | 2003 SC73  | 2003年9月18日  | 基特峰       | 太空监视                       |
| 小行星128213             | 2003 SK73  | 2003年9月18日  | 基特峰       | 太空监视                       |
| 小行星128214             | 2003 SF75  | 2003年9月18日  | 基特峰       | 太空监视                       |
| 小行星128215             | 2003 SL77  | 2003年9月19日  | 基特峰       | 太空监视                       |
| 小行星128216             | 2003 SS77  | 2003年9月19日  | 基特峰       | 太空监视                       |
| 小行星128217             | 2003 SN79  | 2003年9月19日  | 基特峰       | 太空监视                       |
| 小行星128218             | 2003 SX79  | 2003年9月19日  | 基特峰       | 太空监视                       |
| 小行星128219             | 2003 SP82  | 2003年9月18日  | 索科罗       | 林肯近地小行星研究小组         |
| 小行星128220             | 2003 SN88  | 2003年9月18日  | 帝王台       | 帝王台近地天體巡天             |
| 小行星128221             | 2003 SZ99  | 2003年9月20日  | 基特峰       | 太空监视                       |
| 小行星128222             | 2003 SP101 | 2003年9月20日  | 帕洛马山     | 近地小行星追踪                 |
| 小行星128223             | 2003 SG102 | 2003年9月20日  | 基特峰       | 太空监视                       |
| 小行星128224             | 2003 SZ102 | 2003年9月20日  | 索科罗       | 林肯近地小行星研究小组         |
| 小行星128225             | 2003 SP106 | 2003年9月20日  | 基特峰       | 太空监视                       |
| 小行星128226             | 2003 SB114 | 2003年9月16日  | 帕洛马山     | 近地小行星追踪                 |
| 小行星128227             | 2003 SG114 | 2003年9月16日  | 索科罗       | 林肯近地小行星研究小组         |
| 小行星128228Williammarsh | 2003 SV123 | 2003年9月18日  | 图森         | R. A. Tucker                   |
| 小行星128229             | 2003 SO125 | 2003年9月19日  | 索科罗       | 林肯近地小行星研究小组         |
| 小行星128230             | 2003 SQ126 | 2003年9月19日  | 海勒卡拉     | 近地小行星追踪                 |
| 小行星128231             | 2003 SH140 | 2003年9月19日  | 帕洛马山     | 近地小行星追踪                 |
| 小行星128232             | 2003 SO146 | 2003年9月20日  | 帕洛马山     | 近地小行星追踪                 |
| 小行星128233             | 2003 SD148 | 2003年9月16日  | 索科罗       | 林肯近地小行星研究小组         |
| 小行星128234             | 2003 SC149 | 2003年9月16日  | 基特峰       | 太空监视                       |
| 小行星128235             | 2003 ST150 | 2003年9月17日  | 索科罗       | 林肯近地小行星研究小组         |
| 小行星128236             | 2003 SC151 | 2003年9月17日  | 索科罗       | 林肯近地小行星研究小组         |
| 小行星128237             | 2003 SZ151 | 2003年9月18日  | 基特峰       | 太空监视                       |
| 小行星128238             | 2003 SL154 | 2003年9月19日  | 可可尼诺县   | 洛厄尔天文台近地小行星搜寻计划 |
| 小行星128239             | 2003 SX154 | 2003年9月19日  | 可可尼诺县   | 洛厄尔天文台近地小行星搜寻计划 |
| 小行星128240             | 2003 SK165 | 2003年9月20日  | 可可尼诺县   | 洛厄尔天文台近地小行星搜寻计划 |
| 小行星128241             | 2003 SO166 | 2003年9月21日  | 基特峰       | 太空监视                       |
| 小行星128242Šmahel       | 2003 SF171 | 2003年9月22日  | 克莱季       | 米洛什·季希                    |
| 小行星128243             | 2003 SO173 | 2003年9月18日  | 索科罗       | 林肯近地小行星研究小组         |
| 小行星128244             | 2003 SZ175 | 2003年9月18日  | 帕洛马山     | 近地小行星追踪                 |
| 小行星128245             | 2003 SU176 | 2003年9月18日  | 帕洛马山     | 近地小行星追踪                 |
| 小行星128246             | 2003 SC177 | 2003年9月18日  | 帕洛马山     | 近地小行星追踪                 |
| 小行星128247             | 2003 SW203 | 2003年9月22日  | 可可尼诺县   | 洛厄尔天文台近地小行星搜寻计划 |
| 小行星128248             | 2003 SD216 | 2003年9月25日  | 海勒卡拉     | 近地小行星追踪                 |
| 小行星128249             | 2003 SR236 | 2003年9月26日  | 索科罗       | 林肯近地小行星研究小组         |
| 小行星128250             | 2003 SB238 | 2003年9月27日  | 可可尼诺县   | 洛厄尔天文台近地小行星搜寻计划 |
| 小行星128251             | 2003 SA247 | 2003年9月26日  | 索科罗       | 林肯近地小行星研究小组         |
| 小行星128252             | 2003 SG249 | 2003年9月26日  | 索科罗       | 林肯近地小行星研究小组         |
| 小行星128253             | 2003 SU258 | 2003年9月28日  | 基特峰       | 太空监视                       |
| 小行星128254             | 2003 SL259 | 2003年9月28日  | 基特峰       | 太空监视                       |
| 小行星128255             | 2003 SG270 | 2003年9月24日  | 海勒卡拉     | 近地小行星追踪                 |
| 小行星128256             | 2003 SG284 | 2003年9月20日  | 索科罗       | 林肯近地小行星研究小组         |
| 小行星128257             | 2003 SG292 | 2003年9月25日  | 帕洛马山     | 近地小行星追踪                 |
| 小行星128258             | 2003 SF297 | 2003年9月18日  | 海勒卡拉     | 近地小行星追踪                 |
| 小行星128259             | 2003 SQ297 | 2003年9月18日  | 海勒卡拉     | 近地小行星追踪                 |
| 小行星128260             | 2003 SP298 | 2003年9月18日  | 海勒卡拉     | 近地小行星追踪                 |
| 小行星128261             | 2003 SX298 | 2003年9月18日  | 海勒卡拉     | 近地小行星追踪                 |
| 小行星128262             | 2003 SL301 | 2003年9月17日  | 帕洛马山     | 近地小行星追踪                 |
| 小行星128263             | 2003 SL303 | 2003年9月17日  | 帕洛马山     | 近地小行星追踪                 |
| 小行星128264             | 2003 SZ303 | 2003年9月17日  | 帕洛马山     | 近地小行星追踪                 |
| 小行星128265             | 2003 SF304 | 2003年9月17日  | 帕洛马山     | 近地小行星追踪                 |
| 小行星128266             | 2003 TB1   | 2003年10月4日  | Kingsnake    | J. V. McClusky                 |
| 小行星128267             | 2003 TM6   | 2003年10月1日  | 可可尼诺县   | 洛厄尔天文台近地小行星搜寻计划 |
| 小行星128268             | 2003 TB7   | 2003年10月1日  | 可可尼诺县   | 洛厄尔天文台近地小行星搜寻计划 |
| 小行星128269             | 2003 TD14  | 2003年10月5日  | 索科罗       | 林肯近地小行星研究小组         |
| 小行星128270             | 2003 TV49  | 2003年10月3日  | 海勒卡拉     | 近地小行星追踪                 |
| 小行星128271             | 2003 UY3   | 2003年10月16日 | 基特峰       | 太空监视                       |
| 小行星128272             | 2003 UD38  | 2003年10月17日 | 基特峰       | 太空监视                       |
| 小行星128273             | 2003 UC52  | 2003年10月18日 | 帕洛马山     | 近地小行星追踪                 |
| 小行星128274             | 2003 UB58  | 2003年10月16日 | 基特峰       | 太空监视                       |
| 小行星128275             | 2003 UJ63  | 2003年10月16日 | 帕洛马山     | 近地小行星追踪                 |
| 小行星128276             | 2003 UM74  | 2003年10月17日 | 基特峰       | 太空监视                       |
| 小行星128277             | 2003 UR119 | 2003年10月18日 | 帕洛马山     | 近地小行星追踪                 |
| 小行星128278             | 2003 UL134 | 2003年10月20日 | 帕洛马山     | 近地小行星追踪                 |
| 小行星128279             | 2003 UG137 | 2003年10月21日 | 索科罗       | 林肯近地小行星研究小组         |
| 小行星128280             | 2003 UE139 | 2003年10月16日 | 帕洛马山     | 近地小行星追踪                 |
| 小行星128281             | 2003 UQ145 | 2003年10月18日 | 可可尼诺县   | 洛厄尔天文台近地小行星搜寻计划 |
| 小行星128282             | 2003 UR156 | 2003年10月20日 | 索科罗       | 林肯近地小行星研究小组         |
| 小行星128283             | 2003 UY166 | 2003年10月22日 | 索科罗       | 林肯近地小行星研究小组         |
| 小行星128284             | 2003 UZ167 | 2003年10月22日 | 索科罗       | 林肯近地小行星研究小组         |
| 小行星128285             | 2003 UE183 | 2003年10月21日 | 帕洛马山     | 近地小行星追踪                 |
| 小行星128286             | 2003 UC187 | 2003年10月22日 | 帕洛马山     | 近地小行星追踪                 |
| 小行星128287             | 2003 UZ196 | 2003年10月21日 | 基特峰       | 太空监视                       |
| 小行星128288             | 2003 UZ209 | 2003年10月23日 | 可可尼诺县   | 洛厄尔天文台近地小行星搜寻计划 |
| 小行星128289             | 2003 US254 | 2003年10月24日 | 基特峰       | 太空监视                       |
| 小行星128290             | 2003 UR258 | 2003年10月25日 | 基特峰       | 太空监视                       |
| 小行星128291             | 2003 UV258 | 2003年10月25日 | 索科罗       | 林肯近地小行星研究小组         |
| 小行星128292             | 2003 WR39  | 2003年11月19日 | 基特峰       | 太空监视                       |
| 小行星128293             | 2003 WM84  | 2003年11月19日 | 帕洛马山     | 近地小行星追踪                 |
| 小行星128294             | 2003 WM95  | 2003年11月19日 | 可可尼诺县   | 洛厄尔天文台近地小行星搜寻计划 |
| 小行星128295             | 2003 WD111 | 2003年11月20日 | 索科罗       | 林肯近地小行星研究小组         |
| 小行星128296             | 2003 WH153 | 2003年11月26日 | 可可尼诺县   | 洛厄尔天文台近地小行星搜寻计划 |
| 小行星128297Ashlevi      | 2003 XD11  | 2003年12月13日 | 圣贝纳迪诺县 | J. W. Young                    |
| 小行星128298             | 2003 XR38  | 2003年12月4日  | 索科罗       | 林肯近地小行星研究小组         |
| 小行星128299             | 2003 YL61  | 2003年12月19日 | 索科罗       | 林肯近地小行星研究小组         |
| 小行星128300             | 2003 YH80  | 2003年12月18日 | 索科罗       | 林肯近地小行星研究小组         |